# 2021 DK18
2021 DK18 est un objet transneptunien détaché d'environ 170 km de diamètre, son orbite est très allongée, il s'approche à proximité de l'orbite de Neptune et s'éloigne considérablement. 